# Galván Caracas
Galván Caracas är en ort i Mexiko.   Den ligger i kommunen Tierra Blanca och delstaten Veracruz, i den sydöstra delen av landet, 290 km öster om huvudstaden Mexico City. Galván Caracas ligger 113 meter över havet och antalet invånare är 269.
Terrängen runt Galván Caracas är platt, och sluttar österut. Runt Galván Caracas är det ganska tätbefolkat, med 65 invånare per kvadratkilometer. Närmaste större samhälle är Huixcolotla, 5,3 km väster om Galván Caracas. Trakten runt Galván Caracas består till största delen av jordbruksmark.